# Lishui
För andra betydelser, se Lishui (olika betydelser).
Lishui, tidigare känd som Chuchow, är en stad på prefekturnivå i Zhejiang-provinsen i östra Kina. Den ligger omkring 210 kilometer söder om provinshuvudstaden Hangzhou.
Centrala Lishui hade 181 096 invånare vid folkräkningen år 2000, med totalt 2,2 miljoner invånare i hela staden.

## Administrativ indelning
Lishui omfattar ett stadsdistrikt, en stad på häradsnivå, sex häraden samt ett autonomt härad.
| Område             | Kinesiska (Hanzi) | Areal (km²) | Invånarantal 1 november 2000 |
| Stadsdistrikt      |                   |             |                              |
| ------------------ | ----------------- | ----------- | ---------------------------- |
| Liandu             | 莲都              | 1 502       | 348 241                      |
| Stad på häradsnivå |                   |             |                              |
| Longquan           | 龙泉              | 3 059       | 250 398                      |
| Häraden            |                   |             |                              |
| Jinyun             | 缙云              | 1 482       | 362 252                      |
| Qingtian           | 青田              | 2 484       | 361 062                      |
| Qingyuan           | 庆元              | 1 898       | 179 449                      |
| Songyang           | 松阳              | 1 406       | 197 340                      |
| Suichang           | 遂昌              | 2 539       | 207 087                      |
| Yunhe              | 云和              | 978         | 103 273                      |
| Autonomt härad     |                   |             |                              |
| Jingning           | 景宁              | 1 950       | 153 011                      |
| TOTALT             |                   | 17 298      | 2 162 113                    |

### Orter
Staden administrerar inte enbart centrala Lishui med närmaste omgivning, utan även ett vidsträckt område som sträcker sig ner till gränsen mot Fujian, och som omfattar flera andra orter. Centrala Lishui består av en administrativ enhet (zhen) som hade 181 096 invånare vid folkräkningen år 2000.

#### Orter med över 50000 invånare
| Ort      | Invånarantal 1 november 2000 |
| -------- | ---------------------------- |
| Lishui   | 181 096                      |
| Hecheng  | 75 152                       |
| Longyuan | 70 582                       |
| Wuyun    | 55 621                       |
| Miaogao  | 55 101                       |
| Huzhen   | 54 866                       |
| Xiping   | 54 635                       |

## Klimat
Genomsnittlig årsnederbörd är 2 268 millimeter. Den regnigaste månaden är juni, med i genomsnitt 433 mm nederbörd, och den torraste är januari, med 65 mm nederbörd.